# Rivière Goose (Labrador)
La rivière Goose (anglais : Goose River) (rivière de l'Oie), Uashikanashteu-shipu en innu-aimun, est un fleuve d'environ 213 km de long situé à l'est de la péninsule du Québec-Labrador, au centre-est du Labrador dans la province canadienne de Terre-Neuve-et-Labrador.

## Description
La rivière Goose prend sa source dans un petit lac sans nom situé à 650 mètres d'altitude (53° 40′ 03″ N, 62° 22′ 27″ O) dans une zone de collines du centre du Labrador culminant à 728 mètres d'altitude et qui se poursuivent au nord par les montagnes Red Wine (anglais : Red Wine Mountains) atteignant plus de 880 mètres d'altitude.
Le ruisseau part vers l'ouest puis le sud pour rejoindre un lac assez vaste (53° 39′ 16″ N, 62° 23′ 13″ O). Le ruisseau poursuit son chemin vers l'ouest en empruntant une petite vallée glaciaire où s'étirent une vingtaine de lacs. Le ruisseau devient une petite rivière qui tourne ensuite vers le sud pour atteindre un lac assez vaste (53° 36′ 09″ N, 62° 38′ 31″ O) puis poursuit son chemin vers le sud à travers plusieurs lacs de tailles différentes avant de faire un coude vers l'est (53° 33′ 09″ N, 62° 38′ 21″ O) qui va déterminer son orientation générale jusqu'à l'embouchure. Le cours supérieur de la rivière s'écoule sur les hautes terres de Hamilton, une région lacustre sur un plateau glaciaire, à mi-chemin entre Happy Valley-Goose Bay et le réservoir Smallwood.
La rivière continue vers l'est puis le sud-est en traversant une multitude de lacs entrecoupés de rapides et de chutes. La rivière reçoit des affluents venus de l'ouest en rive droite (53° 32′ 47″ N, 62° 36′ 05″ O) et (53° 31′ 02″ N, 62° 25′ 57″ O) venus du nord en rive gauche (53° 32′ 27″ N, 62° 28′ 42″ O) puis (53° 31′ 53″ N, 62° 27′ 06″ O) et rejoint un vaste lac s'étirant vers l'est (53° 30′ 06″ N, 62° 23′ 25″ O).
En aval du lac, la rivière Goose devient un cours d'eau assez large avec un parcours sinueux vers l'est entrecoupé de petits rapides. La rivière est renforcée par une rivière abondante venue du nord en rive gauche (53° 31′ 39″ N, 62° 07′ 09″ O) prenant sa source à l'extrémité nord du bassin (53° 43′ 54″ N, 62° 21′ 29″ O) et drainant le vaste lac Kamashkushkatinau-nipi.
La rivière Goose devient un abondant cours d'eau coulant vers le sud-est sur environ 35 km avec des rapides et des chutes avant de s'engager dans des gorges marquées par de nombreux rapides et plusieurs chutes en remontant vers le nord-est sur 4 km puis se diriger vers l'est sur environ 42 km en sortant des gorges par de forts rapides (53° 25′ 41″ N, 61° 33′ 38″ O), avant de recevoir un affluent notable venu du sud (53° 25′ 57″ N, 61° 28′ 32″ O) (en partie défluent de la rivière Peters) puis de s'élargir progressivement en devenant par endroit un lac allongé.
La rivière fait ensuite un coude vers le nord-est pour contourner une chaîne de reliefs et s'engager dans une vallée marquée en direction du sud-est (53° 29′ 46″ N, 61° 03′ 14″ O).
Malgré les reliefs environnants dépassant les 400 mètres d'altitude pour un lit qui passe de 100 mètres à 20 mètres d'altitude, la rivière demeure un large cours d'eau créant de nombreuses îles avec un lit parsemé de bancs de sable avec une seule zone de rapides (53° 24′ 37″ N, 60° 47′ 22″ O) au milieu de collines boisées sur près de 35 km.
À la sortie de la zone de reliefs, la rivière effectue une série de boucles (53° 21′ 16″ N, 60° 39′ 43″ O) et de méandres avec la présence de bras-morts dans un secteur très boisé. 
Elle reçoit en rive droite son principal affluent la rivière Peters venue de l'ouest (53° 20′ 26″ N, 60° 37′ 18″ O).
Sur les 30 km situés en amont de l'embouchure, la rivière est large et peu profonde et serpente parmi les petites îles, les deltas et les bancs de sable. La vallée de cette section inférieure est bien boisée, sauf là où les opérations d'exploitation ont été effectuées.
La rivière Goose serpente au nord de Happy Valley-Goose-Bay avec un lit marqué par d'importants bancs de sable dans la partie intérieur des courbes, au milieu d'une plaine alluvionnaire créée par la rivière par le comblement progressif du fond de la baie Goose.
La route 520 reliant Happy Valley-Goose Baie à North West River passe au-dessus de la rivière (à 10 km de l'embouchure) et au milieu d'un bras-mort encore en eau situé au sud de la rivière.
La rivière Goose se jette dans la baie Goose (anglais : Goose Bay) à 6 km au nord de Happy Valley-Goose Bay, à l'extrémité sud-ouest de la baie intérieure du lac Melville par un delta avec deux estuaires principaux de 1,8 km de long au nord et 2,5 km de long au sud avec plusieurs chenaux secondaires formant le détroit Terrington (anglais : Terrington Narrows) à la sortie du bassin Terrington (anglais : Terrington Basin) progressivement comblé par le delta de la rivière Goose.

### Rivière Peters
La rivière Peters draine un sous-bassin au sud du bassin de la rivière Goose. La rivière Peters prend sa source à l'ouest dans un étang situé à 435 mètres d'altitude (53° 20′ 30″ N, 61° 44′ 34″ O). Le ruisseau devient une rivière en traversant plusieurs lacs avant de rejoindre un système lacustre (53° 21′ 55″ N, 61° 23′ 22″ O) composé de deux vastes lacs reliés entre eux et ayant la caractéristique exceptionnelle d'être polyréiques (drainés vers deux versants différents) avec des eaux se déversant au nord dans un lac alimentant un affluent de la rivière Goose mais se déversant également à l'extrémité orientale vers l'est et la rivière Peters.
La rivière Peters continue son cours vers l'est en recevant un abondant affluent en rive droite (53° 21′ 54″ N, 61° 13′ 31″ O) et en traversant le vaste lac Ashtatshipeku-nipi (53° 22′ 41″ N, 60° 58′ 19″ O) avant d'effectuer une série de boucles et se jeter dans une boucle de la large rivière Goose.

## Hydrologie
La rivière Goose draine une superficie de 3 432 km2, alimentée par 133 affluents.
Le bassin versant de la rivière Goose s'étend sur les plateaux Hamilton et Mecatina.
Il est très allongé de l'ouest vers l'est et très étroit du nord au sud. La partie centrale de la rivière ne compte qu'un nombre limité d'affluents de faible longueur.
Le débit de la rivière n'est pas connu.
Les débits mensuels les plus élevés se produisent généralement pendant la fonte des neiges en mai et en juin.
En été, selon Coachman (1953), 53% à 77% des apports en eaux vers le lac Melville viennent du fleuve Churchill, la parte restante venant des rivières Northwest, Goose et Kenamu. En hiver, l'apport principal (61%) vient de la rivière Northwest, avec seulement 37% venant du fleuve Churchill et 2% venant des rivières Kenamu et Goose. Le débit cumulé des rivières Goose et Kenamu varie d'environ 10 m3 par seconde en hiver à environ 990 m3 en été.

## Faune piscicole
On retrouve dans la rivière Goose le saumon atlantique, l'omble de fontaine, le grand brochet, le grand corégone, le meunier rouge et le meunier noir.
Les chutes Little Goose (53° 24′ 56″ N, 61° 42′ 40″ O) de 5,4 mètres de haut se trouvent à 130,4 km au-dessus de l'estuaire, et 8,1 km en amont se trouvent les chutes Goose (53° 26′ 03″ N, 61° 48′ 11″ O) de 15,3 mètres de haut. Les deux chute représentent un obstacle insurmontable pour les poissons migrateurs. Une autre chute importante se trouve entre les deux (53° 25′ 24″ N, 61° 47′ 15″ O).

## Flore
Les zones basses et ouvertes dominent, avec des taches occasionnelles d'épinette noire et un sous-étage de bouleau nain, de thé du Labrador, de lichens et de mousse dominent. Le sapin baumier est limité aux pentes humides. L'épinette noire est l'espèce culminante. Les incendies produisent une vaste lande dominée par le bouleau nain, les lichens et les arbustes éricacés. Le lichen recouvre les affleurements rocheux exposés.

## Présence humaine
Le bassin supérieur de la rivière Goose est situé dans une région isolée qui ne compte aucun habitant permanent ni voies de communication.
De grandes exploitations forestières ont été effectuées dans les bassins versants inférieurs des rivières Goose et Peters depuis la fin des années 1960. Les zones d'exploitation ont été coupées à blanc.